# Maynard (Minnesota)
Maynard es una ciudad ubicada en el condado de Chippewa en el estado estadounidense de Minnesota. En el Censo de 2010 tenía una población de 366 habitantes y una densidad poblacional de 218,75 personas por km².

## Geografía
Maynard se encuentra ubicada en las coordenadas 44°54′15″N 95°28′7″O / 44.90417, -95.46861. Según la Oficina del Censo de los Estados Unidos, Maynard tiene una superficie total de 1.67 km², de la cual 1.67 km² corresponden a tierra firme y (0%) 0 km² es agua.

## Demografía
Según el censo de 2010, había 366 personas residiendo en Maynard. La densidad de población era de 218,75 hab./km². De los 366 habitantes, Maynard estaba compuesto por el 92.62% blancos, el 1.09% eran afroamericanos, el 0.27% eran amerindios, el 1.09% eran asiáticos, el 0% eran isleños del Pacífico, el 4.92% eran de otras razas y el 0% pertenecían a dos o más razas. Del total de la población el 5.46% eran hispanos o latinos de cualquier raza.